# Aspalathus dunsdoniana
Aspalathus dunsdoniana är en ärtväxtart som beskrevs av Rolf Martin Theodor Dahlgren. Aspalathus dunsdoniana ingår i släktet Aspalathus och familjen ärtväxter. Inga underarter finns listade i Catalogue of Life.